# Pothohar

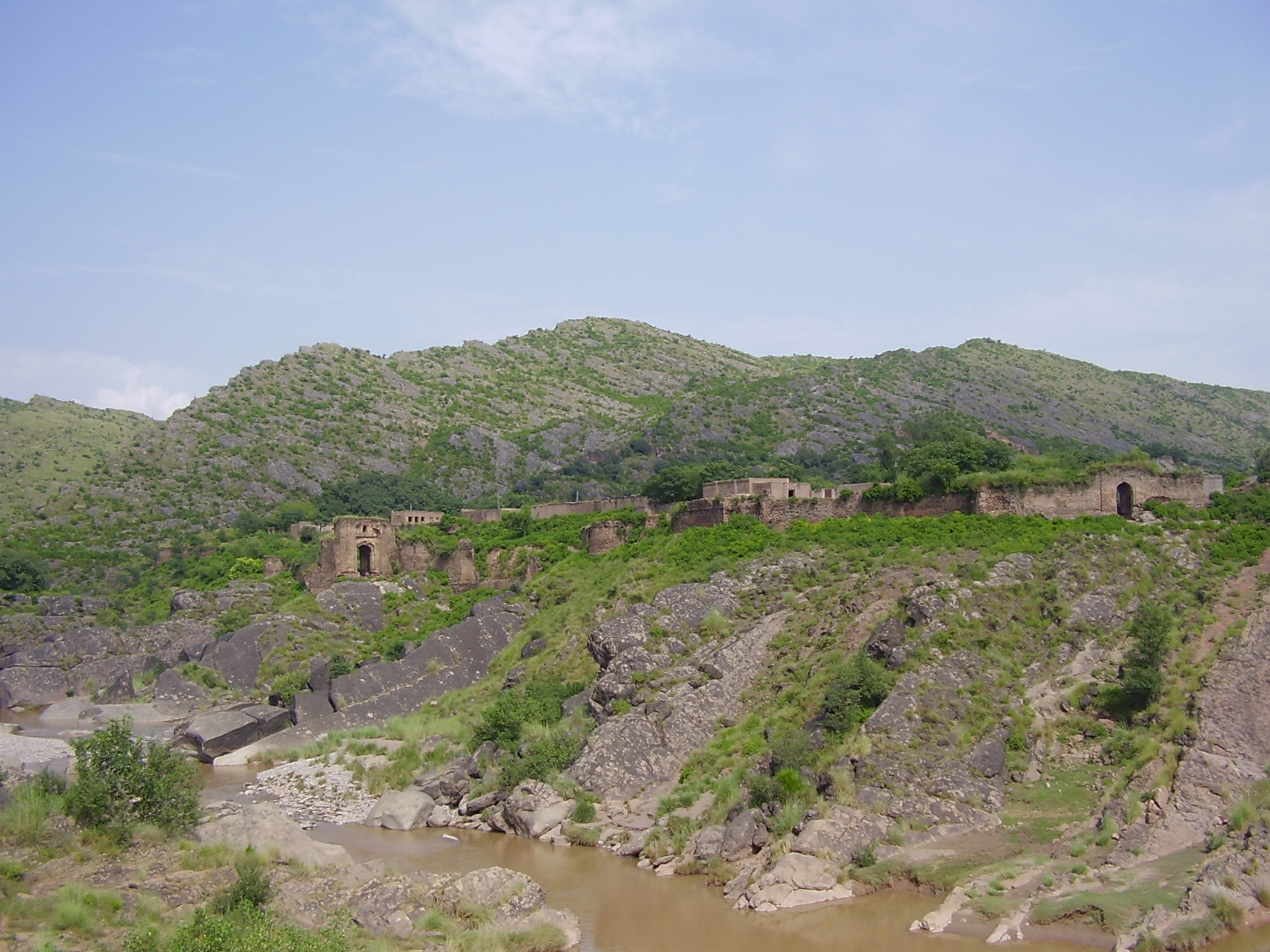
Pharwala auf dem Pothohar-Plateau

Pothohar (auch Potwar) ist ein Plateau in der pakistanischen Provinz Punjab. Es liegt zwischen 300 und 500 m Höhe. Der Fluss Swaan durchfließt das Gebiet der aufgeschobenen kleinen Hügel, die aus der Eiszeit stammen.

## Lage
Das Plateau erhebt sich zwischen den Flüssen Indus und Jhelam und grenzt im Norden an die Hazarahügel und im Süden an das Salzgebirge.

## Beschaffenheit
Die Gegend ist stark durch Erosion gekennzeichnet. Die tief liegenden Gewässer sind nicht zur Bewässerung der höher gelegenen landwirtschaftlichen Flächen geeignet, so dass man auf Regen angewiesen ist, der jedoch nur spärlich fällt (~ 38–51 mm jährlich). In Indusnähe ist die Vegetation reichlicher. Auf dem Plateau liegen auch die reichsten Ölfelder des Landes, darunter Khaur (1915 entdeckt), Dhulian (1935) und das Tutfeld (1968).

## Orte auf Pothohar
Das Potwar-Plateau zählt zu den bevölkerungsreichsten Gebieten Pakistans.
Auf dem Plateau liegen unter anderem Islamabad, Jhelam, Chakwal, Rawalpindi und Attock.